# Sonia Dayan-Herzbrun
Pour les articles homonymes, voir Dayan.
Sonia Dayan-Herzbrun, née le 28 janvier 1940 à Rouen, est une sociologue et philosophe française, professeure émérite à l'université Paris-Diderot.

## Biographie
Sonia Dayan-Herzbrun est née à Rouen au début de la Seconde Guerre mondiale, dans une famille juive d’Europe centrale qui avait fui le nazisme. Après des études de philosophie, elle est d'abord enseignante en lycée, puis à partir de 1969, elle enseigne la sociologie à l’université Paris-Nanterre. En 1985, elle est nommée maîtresse de conférences à l’université Paris-Diderot. Elle soutient, en 1987, une thèse sur « L’investissement politique du mouvement ouvrier », sous la direction de Claude Lefort, dans laquelle elle met en lumière le rôle joué par Ferdinand Lassalle. Elle est nommée professeure à l'UFR de sciences sociales de l'université-Diderot en 1989, où elle fonde le « Centre de sociologie des pratiques et des représentations politiques » en 1991, devenu ultérieurement une composante du Laboratoire de changement social et politique.
En 1992, elle crée la revue Tumultes, qu'elle dirige.
Elle devient professeure émérite en 2008.

### Activités de recherches
Ses premières recherche sont porté sur les théoriciens socialistes, notamment ses  travaux sur les rapports entre Ferdinand Lassalle et à Marx et de la trace qui en est restée dans le mouvement ouvrier. Elle a consacré trois ouvrages à cette question, dont la présentation et la traduction de la correspondance Marx-Lassalle (PUF, 1978). Elle a depuis notamment publié une nouvelle traduction et une nouvelle édition de la Critique du programme de Gotha. Elle s'est parallèlement consacrée aux  études féministes, en mobilisant les concepts de genre et d'intersectionnalité.  Elle a établi pour l’ONU, en 1987 un rapport sur les femmes des territoires palestiniens occupés, et poursuit des travaux sur le genre au Moyen-Orient, en particulier dans ses relations avec le politique, dans une perspective post-coloniale. Elle a consacré ainsi plusieurs articles à la place occupée par les femmes dans les révolutions arabes. 
Mobilisant dans ses analyses  littérature et musique, à la suite de Theodor Adorno et d'Edward Said, elle a mis en évidence les relations entre esthétique, politique et théorie critique, au niveau de la domination, de la résistance et de l’émancipation , dans la perspective d'une critique de la colonialité. 
À partir de 1999 elle a assuré, en collaboration avec l’anthropologue Tassadit Yacine, un séminaire à l’École des hautes études en sciences sociales sur les rapports de genre dans le Maghreb et le Machrek.
En 1982, elle est à l’origine, avec d’autres intellectuels et universitaires, de l’Appel des Juifs contre la guerre au Liban, dont le président est Pierre Vidal-Naquet et dont elle devient secrétaire. L’année suivante, elle crée avec Paul Kessler le Centre de coopération avec l’université de Beir Zeit et participe à des missions dans les territoires palestiniens (Cisjordanie et Gaza).
Elle est vice-présidente de l’Association des universitaires pour le respect du droit international en Palestine et a assuré la présidence de la Commission islam et laïcité de 2009 à 2015.
Elle collabore à La Quinzaine littéraire puis au journal en ligne En attendant Nadeau.

### Prises de positions publiques
Sonia Dayan-Herzbrun est co-signataire d'une tribune libre intitulée « Nuit de Cologne : Kamel Daoud recycle les clichés orientalistes les plus éculés », publiée par Le Monde le 11 février 2016.
Dans le cadre de l’affaire Tariq Ramadan, elle signe une tribune le 21 février 2018 sur un blog de Mediapart aux côtés d'une cinquantaine de personnalités demandant « une justice impartiale et égalitaire » pour Tariq Ramadan, mis en examen pour viols et placé en détention provisoire, et dans laquelle il est demandé de libérer immédiatement ce dernier en raison de son état de santé.

## Distinctions
- 2016 : prix Frantz Fanon, Caribbean Philosophical Association[13].

## Publications (sélection)
- Le journalisme au cinéma, Ed. du Seuil, mars 2010
- Femmes et politique au Moyen-Orient, L'Harmattan, 2005.
- Vers une pensée politique postcoloniale. À partir de Frantz Fanon, sous la direction de Sonia Dayan-Herzbrun. Tumultes. Éditions Kimé, Paris, octobre 2008.
- Edward Said, théoricien critique, sous la direction de Sonia Dayan-Herzbrun. Tumultes, Éditions Kimé, Paris novembre 2010.
- Le Moyen-Orient en mouvement, sous la direction de Sonia Dayan-Herzbrun et de Azadeh Kian, Tumultes septembre 2012, Éditions Kimé.
- Dire les homosexualités d'une rive à l'autre de la Méditerranée, sous la direction de Sonia Dayan-Herzbrun et Tassadit Yacine, Tumultes octobre 2013, Éditions Kimé.
- L'État: concepts et politiques, sous la direction de Sonia Dayan-Herzbrun, Numa Murard et Étienne Tassin, Tumultes, mai 2015, Éditions Kimé.
- Mobilisations collectives, religions et émancipations, Sous la direction de Sonia Dayan-Herzbrun. Tumultes, mai 2018.
- Rien qu'une vie, Hémisphères, 2022  (ISBN 978-2-37701-133-9)
- L'impensé colonial des sciences sociales, sous la direction de Sonia Dayan-Herzbrun et Aissa Kadri, Tumultes, octobre 2022.
- Decolonial Pluriversalism, Edited by Zahra Ali and Sonia Dayan-Herzbrun, Rowman § Littlefield, 2024
- « Déplacements forcés, histoires de vie, histoires de mort» sous la direction de Sonia Dayan-Herzbrun et Aissa Kadri, Tumultes, no 64, juin 2025.